# 내시 2
내시 2는 1969년 공개된 대한민국의 영화이다.

## 배역
- 신성일
- 문희
- 신영균
- 도금봉
- 황해
- 최지숙
- 최불암
- 사미자
- 최인숙
- 유미